# 羅慕倫戰鳥
羅慕倫戰鳥(D'deridex-class warbird)是星艦迷航記中虛構的外星可隱形戰艦，為羅慕倫種族所使用的主力艦，星際艦隊曾稱這種船為「B 型戰鳥」。外型為綠色鳥狀，這種命名為 D'deridex 級的戰鳥，船身全長近乎聯邦銀河級企業號的兩倍，其動力來源不像星聯的星艦是使用二鋰(Dilithium)為催化劑的反物質反應器,而是利用人工的量子奇異點作為動力來源。雖然有火力上的優勢,不過它的航行速度和靈活度卻低於銀河級星艦。
羅慕倫設計此款戰艦是為了對付銀河級，所以巨大的尺寸對上銀河級有絕對火力優勢，加上隱形裝置威力大到可以將巨大的船身高度隱形，連銀河級感測器都很難鎖定，然而劇情中羅慕倫戰鳥和銀河級從未真正對戰過。星際聯邦第一次與這型船艦接觸是發生於2364 年，羅慕倫人為了調查博格人的攻擊行動而違約進入中立區的事件。在 2369 年，一艘羅慕倫戰鳥因為其動力來源成為次元外的「量子特性 」生命型態的巢穴而爆炸。